# Coupe caribéenne des nations 1999
Navigation
Édition précédente Édition suivante
La Coupe caribéenne des nations 1999 est la dix-septième édition de la Coupe de la Caraïbe. La phase finale a lieu à Trinité-et-Tobago.

## Tour préliminaire
La Jamaïque (tenant du titre) et Trinidad et Tobago (pays organisateur) sont directement qualifiés pour la phase finale. L'équipe des moins de 20 ans du Brésil est également invitée à participer à la phase finale : il n'y a donc que 5 places qualificatives.

### Premier tour
Les 12 équipes les moins classées (selon le classement FIFA) disputent un tour préliminaire afin de déterminer les 5 qualifiés pour le premier tour. Les équipes sont réparties en 5 groupes dont le vainqueur accède à la phase suivante.

#### Groupe A
| Rang | Équipe                      | Pts | J | G | N | P | Bp | Bc | Diff |  | Résultats (▼ dom., ► ext.)  |  |     |     |
| ---- | --------------------------- | --- | - | - | - | - | -- | -- | ---- |  | --------------------------- |  | --- | --- |
| 1    | Bahamas                     | 4   | 2 | 1 | 1 | 0 | 3  | 0  | +3   |  | Bahamas                     |  | 0-0 | 3-0 |
| 2    | Îles Vierges des États-Unis | 2   | 2 | 0 | 2 | 0 | 2  | 2  | 0    |  | Îles Vierges des États-Unis |  |     | 2-2 |
| 3    | Îles Turques-et-Caïques     | 1   | 2 | 0 | 1 | 1 | 2  | 5  | -3   |  | Îles Turques-et-Caïques     |  |     |     |

#### Groupe B
| Équipe 1 | Résultat | Équipe 2 | Aller | Retour |
| -------- | -------- | -------- | ----- | ------ |
| Guyana   | 2-4      | Barbade  | 2-2   | 0-2    |

#### Groupe C
| Équipe 1 | Résultat | Équipe 2   | Aller | Retour |
| -------- | -------- | ---------- | ----- | ------ |
| Guyane   | 1-3      | Martinique | 1-3   | N/D    |

#### Groupe D
| Rang | Équipe                    | Pts | J | G | N | P | Bp | Bc | Diff |  | Résultats (▼ dom., ► ext.) |     |     |
| ---- | ------------------------- | --- | - | - | - | - | -- | -- | ---- |  | -------------------------- | --- | --- |
| 1    | Îles Vierges britanniques | 4   | 2 | 2 | 0 | 0 | 6  | 1  | +5   |  | Îles Vierges britanniques  |     | 3-1 |
| 2    | Montserrat                | 0   | 2 | 0 | 0 | 2 | 1  | 6  | -5   |  | Montserrat                 | 0-3 |     |
| 3    | Anguilla forfait          |     |   |   |   |   |    |    |      |  |                            |     |     |

#### Groupe E
| Équipe 1 | Résultat | Équipe 2     |
| -------- | -------- | ------------ |
| Aruba    | forfait  | Sint Maarten |

### Deuxième tour
Les 4 équipes qualifiées du tour préliminaire retrouvent les 16 équipes les mieux classées de la zone Caraïbes. Elles sont réparties en 5 groupes de 4, dont le vainqueur se qualifie pour la phase finale.

#### Groupe 1:Cuba
| Rang | Équipe       | Pts | J | G | N | P | Bp | Bc | Diff |  | Résultats    |  |     |     |     |
| ---- | ------------ | --- | - | - | - | - | -- | -- | ---- |  | ------------ |  | --- | --- | --- |
| 1    | Cuba         | 9   | 3 | 3 | 0 | 0 | 13 | 2  | +11  |  | Cuba         |  | 2-1 | 7-0 | 4-1 |
| 2    | Bermudes     | 6   | 3 | 2 | 0 | 1 | 11 | 3  | +8   |  | Bermudes     |  |     | 6-0 | 4-1 |
| 3    | Bahamas      | 3   | 3 | 1 | 0 | 2 | 4  | 14 | -10  |  | Bahamas      |  |     |     | 4-1 |
| 4    | Îles Caïmans | 0   | 3 | 0 | 0 | 3 | 3  | 12 | -9   |  | Îles Caïmans |  |     |     |     |

#### Groupe 2:Guadeloupe
| Rang | Équipe             | Pts | J | G | N | P | Bp | Bc | Diff |  | Résultats          |  |     |     |     |
| ---- | ------------------ | --- | - | - | - | - | -- | -- | ---- |  | ------------------ |  | --- | --- | --- |
| 1    | Guadeloupe         | 9   | 3 | 3 | 0 | 0 | 4  | 1  | +3   |  | Guadeloupe         |  | 1-0 | 2-1 | 1-0 |
| 2    | Barbade            | 6   | 3 | 2 | 0 | 1 | 5  | 2  | +3   |  | Barbade            |  |     | 2-0 | 3-1 |
| 3    | Antigua-et-Barbuda | 1   | 3 | 0 | 1 | 2 | 2  | 5  | -3   |  | Antigua-et-Barbuda |  |     |     | 1-1 |
| 4    | Dominique          | 1   | 3 | 0 | 1 | 2 | 2  | 5  | -3   |  | Dominique          |  |     |     |     |

#### Groupe 3:Saint-Christophe-et-Niévès
- Tournoi disputé en Martinique :

| Rang | Équipe                          | Pts | J | G | N | P | Bp | Bc | Diff |  | Résultats                       |  |     |     |     |
| ---- | ------------------------------- | --- | - | - | - | - | -- | -- | ---- |  | ------------------------------- |  | --- | --- | --- |
| 1    | Saint-Christophe-et-Niévès      | 6   | 3 | 2 | 0 | 1 | 9  | 8  | +1   |  | Saint-Christophe-et-Niévès      |  | 4-3 | 4-3 | 1-2 |
| 2    | Sainte-Lucie                    | 4   | 3 | 1 | 1 | 1 | 8  | 7  | +1   |  | Sainte-Lucie                    |  |     | 2-2 | 3-1 |
| 3    | Saint-Vincent-et-les-Grenadines | 4   | 3 | 1 | 1 | 1 | 7  | 7  | 0    |  | Saint-Vincent-et-les-Grenadines |  |     |     | 2-1 |
| 4    | Martinique                      | 3   | 3 | 1 | 0 | 2 | 4  | 6  | -2   |  | Martinique                      |  |     |     |     |

#### Groupe 4:Haïti
| Rang | Équipe                    | Pts | J | G | N | P | Bp | Bc | Diff |  | Résultats                 |  |     |     |     |
| ---- | ------------------------- | --- | - | - | - | - | -- | -- | ---- |  | ------------------------- |  | --- | --- | --- |
| 1    | Haïti                     | 9   | 3 | 3 | 0 | 0 | 12 | 0  | +12  |  | Haïti                     |  | 6-0 | 4-0 | 2-0 |
| 2    | Îles Vierges britanniques | 4   | 3 | 1 | 1 | 1 | 5  | 6  | -1   |  | Îles Vierges britanniques |  |     | 0-0 | 5-0 |
| 3    | République dominicaine    | 4   | 3 | 1 | 0 | 2 | 2  | 4  | -2   |  | République dominicaine    |  |     |     | 2-0 |
| 4    | Porto Rico                | 0   | 3 | 0 | 0 | 3 | 0  | 9  | -9   |  | Porto Rico                |  |     |     |     |

#### Groupe 5:Grenade
| Rang | Équipe                 | Pts | J | G | N | P | Bp | Bc | Diff |  | Résultats (▼ dom., ► ext.) |  |     |     |
| ---- | ---------------------- | --- | - | - | - | - | -- | -- | ---- |  | -------------------------- |  | --- | --- |
| 1    | Grenade                | 4   | 2 | 1 | 1 | 0 | 3  | 1  | +2   |  | Grenade                    |  | 0-0 | 3-1 |
| 2    | Suriname               | 2   | 2 | 0 | 2 | 0 | 1  | 1  | 0    |  | Suriname                   |  |     | 1-1 |
| 3    | Antilles néerlandaises | 1   | 2 | 0 | 1 | 1 | 2  | 4  | -2   |  | Antilles néerlandaises     |  |     |     |
|      | Saint-Martin forfait   |     |   |   |   |   |    |    |      |  |                            |  |     |     |

## Tour final

### Groupe 1
|   | Équipe            | Pts | J | G | N | P | BP | BC | Diff |
| - | ----------------- | --- | - | - | - | - | -- | -- | ---- |
| 1 | Trinité-et-Tobago | 9   | 3 | 3 | 0 | 0 | 11 | 2  | +9   |
| 2 | Jamaïque          | 6   | 3 | 2 | 0 | 1 | 7  | 3  | +4   |
| 3 | Grenade           | 3   | 3 | 1 | 0 | 2 | 3  | 10 | -7   |
| 4 | Guadeloupe        | 0   | 3 | 0 | 0 | 3 | 4  | 10 | -6   |

| 3 juin | Grenade           | 2 | 1 | Guadeloupe |
|        | Trinité-et-Tobago | 1 | 0 | Jamaïque   |
| 5 juin | Jamaïque          | 5 | 1 | Guadeloupe |
|        | Trinité-et-Tobago | 7 | 0 | Grenade    |
| 7 juin | Jamaïque          | 2 | 1 | Grenade    |
|        | Trinité-et-Tobago | 3 | 2 | Guadeloupe |

### Groupe 2
|   | Équipe                     | Pts | J | G | N | P | BP | BC | Diff |
| - | -------------------------- | --- | - | - | - | - | -- | -- | ---- |
| 1 | Cuba                       | 9   | 3 | 3 | 0 | 0 | 6  | 1  | +5   |
| 2 | Haïti                      | 6   | 3 | 2 | 0 | 1 | 7  | 6  | +1   |
| 3 | Brésil - de 20 ans         | 3   | 3 | 1 | 0 | 2 | 8  | 5  | +3   |
| 4 | Saint-Christophe-et-Niévès | 0   | 3 | 0 | 0 | 3 | 0  | 9  | -9   |

| 4 juin | Cuba               | 3 | 1 | Haïti                      |
|        | Brésil - de 20 ans | 5 | 0 | Saint-Christophe-et-Niévès |
| 6 juin | Haïti              | 2 | 0 | Saint-Christophe-et-Niévès |
|        | Cuba               | 1 | 0 | Brésil - de 20 ans         |
| 8 juin | Cuba               | 2 | 0 | Saint-Christophe-et-Niévès |
|        | Haïti              | 4 | 3 | Brésil - de 20 ans         |

### Demi-finales
| 10 juin 1999 | Cuba                             | 2 - 0 | Jamaïque | Hasely Crawford Stadium, Port of Spain |
|              | Gándara 55e (pen.) · Álvarez 89e |       |          |                                        |

| 11 juin 1999 Programmé à l'origine le 10 juin | Trinité-et-Tobago                                                        | 6 - 1 | Haïti         | Hasely Crawford Stadium, Port of Spain |  |
|                                               | Dwarika 19e · Andrews 56e · Eve 76e · Trotman 87e · Mason 89e · John 90e |       | Chevalier 53e |                                        |  |

### Match pour la3eplace
| 13 juin 1999 | Jamaïque | Annulé pour cause de terrain impraticable. | Haïti | Hasely Crawford Stadium, Port of Spain |  |
|              |          |                                            |       |                                        |  |

### Finale
| 13 juin 1999 | Trinité-et-Tobago       | 2 - 1 b.e.o. | Cuba      | Hasely Crawford Stadium, Port of Spain |  |
|              | Rougier 66e · John 119e |              | Prado 88e |                                        |  |

## Résultat
| Vainqueur de la Coupe de la Caraïbe 1999 Trinité-et-Tobago 7e titre |